# Ulrich Rohde (Journalist)
Ulrich Rohde (* 2. September 1942 in Berlin) ist ein deutscher Journalist. Als Chefredakteur der mc – Die Mikrocomputer-Zeitschrift und Mitbegründer des WDR Computerclubs gehörte er Anfang der 1980er und 1990er Jahre zu den Pionieren des Computerjournalismus in Deutschland.

## Werdegang
Nach einem Studium der Mathematik in Berlin und Bielefeld arbeitete er zunächst als Redakteur bei der Verlagsgesellschaft Schulfernsehen. 1979 wechselte er zum Mikrocomputer-Fachmagazin Chip. Ab 1981 war er erst Redakteur und dann von 1986 bis 1991 Chefredakteur der mc. Mit Verkauf des Franzis Verlags an den WEKA Verlag 1991 übernahm er den Chefredakteurs-Posten bei der Funkschau. Danach folgten von 1994 bis 1999 die Chefredaktion bei der Zeitschrift „Highscreen Highlights“ und ab 1999 bis 2005 der Sonderhefte des PC Magazins, ebenfalls erschienen im WEKA Verlag.

### WDR Computerclub
Über die Zusammenarbeit mit Jean Pütz bei der Verlagsgesellschaft Schulfernsehen kam der Kontakt zu Wolfgang Back zustande, der den WDR für eine Sendung über Computertechnik begeistern wollte. Zusammen mit Wolfgang Back entwickelte Ulrich Rohde die Idee für eine Sendung über Computertechnik. 1981 arbeiteten Back und Rohde für das TV Magazin „eff eff“ beim WDR zusammen, später dann für „Know-how“. 1983 ging dann erstmals der WDR Computerclub auf Sendung, bei der Ulrich Rohde ein häufiger Ideengeber und Gast war. Der WDR Computerclub wurde bis 2003 im WDR gesendet. Auch in dem 2006 nachfolgenden Podcast Computer Club 2 war Ulrich Rohde zu den Jubiläumssendungen Gast.

### Know-how-Computer
Ulrich Rohde entwickelte zusammen mit Back den Know-How- oder Papier-Computer, um der breiteren Masse das Verständnis der Arbeitsweise und der Möglichkeiten von Computern näher zu bringen, ohne selbst einen Computer besitzen zu müssen. Tatsächlich wurde der Know-how-Computer auch zu Unterrichtszwecken eingesetzt, z. B. in Namibia oder einem Schulbuch für die Realschulstufe in Bayern.

### mc Paperdisk
Die mc richtete sich an Privatnutzer von Computern und erklärte diesen Entwicklungen und Einsatz der neuen Technik. Außerdem stellte die mc ihren Lesern immer wieder erschwingliche Lösungen zum Eigenbau von Computern zur Verfügung, wie bspw. den EMUF oder den mc CP/M Computer, der von Rolf-Dieter Klein entwickelt wurde. Mit Klein zusammen entwickelte Rohde die mc Paperdisk, die der Franzis Verlag 1991 patentieren ließ.
Statt seitenweise Programmcode abtippen zu müssen, ermöglichte die stark komprimierte Darstellung des Codes in einer Matrix im Heft, diesen über ein spezielles Programm (mc reader) mit einem Handscanner direkt in den Computer einzulesen. Die mc Paperdisk wurde in der mc von 1991 bis 1994 genutzt.